# Fjellhamar Stallions
Fjellhamar Stallions er et baskethold i Lørenskog, der spiller i BLNO. Holdet rykkede op fra 1. divition i 2005/2006-sæsonen. Fjellhamar Stallions tilhører Fjellhamar Basketballklubb og spiller sine hjemmekampe i Lørenskoghallen. I 2006/2007-sæsonen trenes holdet af tidligere spiller Stian Engebregtsen. Holdet har en typisk run-and-gun spillestil med fokus på fastbreak og tre-pointere.

## Spillertal2007-2008
|            | Navn                 | #  | Position       | Højde  | Født |
| ---------- | -------------------- | -- | -------------- | ------ | ---- |
| Norge      | Andreas Strøm        |    | Guard/Forward  | 190 cm | 1989 |
| Norge      | Jinsen He            |    | Guard          | 184 cm | 1990 |
| Australien | Stephen Sliwinski    |    | Forward        | 199 cm | 1980 |
| Serbien    | Aleksandar Paunovic  |    | Forward/Center | 204 cm | 1982 |
| Norge      | Jan-Terje Normann    | 7  | Forward        | 193 cm | 1978 |
| Norge      | Inge Snippen         | 9  | Guard          | 186 cm | 1974 |
| Estland    | Ahti Muhu            | 10 | Forward        | 196 cm | 1982 |
| Norge      | Anders Wålberg       | 11 | Forward        | 194 cm | 1980 |
| Argentina  | Adrian Guillermo Rey | 12 | Center         | 208 cm | 1986 |
| Polen      | Marcin Jakubowski    | 21 | Forward        | 199 cm | 1978 |
| Norge      | Vegard Ludvigsen     | 23 | Guard          | 193 cm | 1987 |
| Burundi    | Thierry Nimubona     | 24 | Forward        | 196 cm | 1981 |
| Norge      | Alexander Frang      | 25 | Guard          | 185 cm | 1983 |
| Norge      | Kim Tore Grimshei    | 34 | Guard          | 182 cm | 1978 |
| Norge      | William Pavlic       | 44 | Guard          | 185 cm | 1983 |
| Norge      | Orji Okoroafor       | 45 | Guard          | 182 cm | 1980 |
| Norge      | Willy Sharma         | 55 | Pointguard     | 182 cm | 1982 |

## Trænerstab
- Hovedtræner: Stian Engebretsen

- Assistenttræner: Patxi Exposito

- Assistenttræner: Martin Raz

- Assistenttræner: Espen Gjerde

- Manager: Fredrik Skyberg

## Spillertal2006-2007
|           | Navn                 | #  | Position   | Højde  | Født |
| --------- | -------------------- | -- | ---------- | ------ | ---- |
| Norge     | Jan-Terje Normann    | 7  | Forward    | 193 cm | 1978 |
| Norge     | Glen Roger Rønning   | 8  | Guard      | 183 cm | 1980 |
| Norge     | Inge Snippen         | 9  | Guard      | 186 cm | 1974 |
| Estland   | Ahti Muhu            | 10 | Forward    | 196 cm | 1982 |
| Norge     | Anders Wålberg       | 11 | Forward    | 194 cm | 1980 |
| Argentina | Adrian Guillermo Rey | 12 | Center     | 208 cm | 1986 |
| Polen     | Marcin Jakubowski    | 21 | Forward    | 198 cm | 1978 |
| Norge     | Vegard Ludvigsen     | 23 | Guard      | 193 cm | 1987 |
| Burundi   | Thierry Nimubona     | 24 | Forward    | 196 cm | 1981 |
| Norge     | Alexander Frang      | 25 | Guard      | 185 cm | 1983 |
| Norge     | Kim Tore Grimshei    | 34 | Guard      | 182 cm | 1978 |
| Norge     | Ulv Hanssen          | 41 | Guard      | 180 cm | 1982 |
| Norge     | William Pavlic       | 44 | Guard      | 185 cm | 1983 |
| Norge     | Orji Okoroafor       | 45 | Guard      | 182 cm | 1980 |
| Norge     | Willy Sharma         | 55 | Pointguard | 182 cm | 1982 |

## Trænerstab
- Hovedtræner: Stian Engebretsen

- Assistenttræner: Kjetil Jahrsengene

- Manager: Fredrik Skyberg

## Tidligere sæsoner
Spillertal 2005/2006
- Jan-Terje Normann
- Glen Roger Rønning
- Inge Snippen
- Alf Egeland
- Anders Wålberg
- Kristian Osland
- Stephen Sliwinski
- Vegard Ludvigsen
- Andreas Thorsteinsen
- Alexander Frang
- Kim-Tore Grimshei
- Ulv Hanssen
- Kim Andresen
- Willy Sharma

Træner: Patxi Exposito
Spillertal 2004/2005
- Jan-Terje Normann
- Fredrik Skyberg
- Inge Snippen
- Øystein Skår
- Anders Wålberg
- Marius Sandvik
- Bjarne Moen
- Vegard Ludvigsen
- Knut Harald Ollendorff
- Alexander Frang
- Kim-Tore Grimshei
- Ulv Hanssen
- Kim Andresen
- Lasse Sæther
- Thomas Andersen
- Hakan Cemal Pandul

Trener: Patxi Exposito
Spillertal 2003/2004
- Jan-Terje Normann
- Fredrik Skyberg
- Atle Sengebusch
- Øystein Skår
- Anders Wålberg
- Pål Gjerde
- Bjarne Moen
- Vegard Ludvigsen
- Mathias Pedersen
- Jan Espen Gjerde
- Kim-Tore Grimshei
- Ulv Hanssen
- Kim Andresen
- Stian Engebretsen

Træner: Patxi Exposito
Spillertal 2001/2002
- Jan-Terje Normann
- Fredrik Skyberg
- Tomas Torgersen
- Øystein Skår
- Pål Gjerde
- Ole Kenneth Mørk
- Anders Weinholdt
- Mathias Pedersen
- Freddy Stavdal
- Kim-Tore Grimshei
- Ulv Hanssen
- Kim Andresen
- Stian Engebretsen
- Ole Petter Walle
- Stig Langseth
- Vegard Thoresen

Træner: Martin Raz